# 胡曉
胡曉（1519年—1566年），字東白，號翚阳，南直隶徽州府绩溪县（今属安徽省）人 ，明朝官員。

## 生平
胡曉為嘉靖二十二年（1543年）癸卯科應天府乡试第三十三名举人，嘉靖二十六年（1547年）丁未科會試第一百六十三名，三甲152名進士。改任翰林院庶吉士，二十八年十月授四川道監察御史。谪定州判官，歷升绍兴府通判、瓊州府同知、广信府通判。

## 家族
曾祖胡顯安。祖父胡晟。父胡廷楚。前母洪氏，母葉氏。具庆下。兄胡明。弟時、旦、昶、昌、昺。子胡從龍。

## 引用
1. ↑  张朝瑞. . 《续修四库全书》史部第828册.
2. ↑  鲁小俊，江俊伟著. . 武汉: 武汉大学出版社. 2009. ISBN 978-7-307-07043-1.
3. ↑  龚延明主编. . 宁波: 宁波出版社. 2016. ISBN 978-7-5526-2320-8. 《天一閣藏明代科舉錄選刊.登科錄》之《嘉靖二十六年丁未科登科錄》